# Marta Fuchs
Pour les articles homonymes, voir Fuchs.

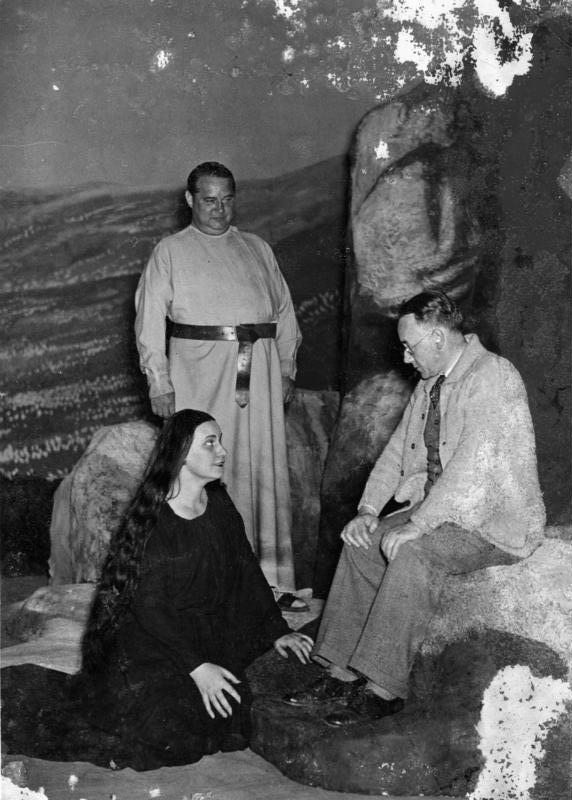
Marta Fuchs en Kundry aux côtés de Heinz Tietjen et Ivar Andrésen lors des répétitions de Parsifal (Festival de Bayreuth de 1936).

Marta Fuchs (1er janvier 1898 - 22 septembre 1974) est une soprano wagnérienne allemande. Elle fut une fervente adepte du courant anthroposophique.

## Biographie
Marta Fuchs est née dans une famille d'artistes ; son père était un décorateur qui fut conseiller municipal. Il possédait comme sa femme une voix musicale, et chantait dans plusieurs chorales. C'est ainsi que Marta Fuchs vint à la musique et au chant. Marta a effectué ses études secondaires à Stuttgart et fréquenté le conservatoire de musique sous la direction de Max von Pauer (es) et des chanteurs Lang et Möhlknabl. En 1923, âgée de 25 ans, elle commence une carrière de cantatrice tout en complétant sa formation par des cours de théâtre avec Koreny-Scherk à Stuttgart. Elle fait ses débuts en 1928 au théâtre d'Aix-la-Chapelle dans Orphée et Eurydice de Gluck, dans le rôle d'Azucena dans Le Troubadour de Verdi et dans Carmen de Bizet.
En 1930 elle rejoint la troupe de l’opéra national de Dresde. Passant de rôles d'alto à ceux de soprano dramatique, elle interprète entre autres la Maréchale, Iseult, Brunehilde, Arabella et Fidelio ; elle conserve néanmoins une partie de ses rôles d'alto. En 1935, elle rejoint l'ensemble musical du Staatsoper et du Deutsche Oper Berlin. Elle se produit à Amsterdam, Prague, Paris, Londres, Florence et Vienne.
De 1933 à 1942, elle est l'une des cantatrices les plus connues du festival de Bayreuth, où on la voit interpréter Iseult, Kundry dans Parsifal (notamment en 1938) et surtout Brunehilde. Elle est aussi l'une des plus célèbres interprètes de Strauss. Le 20 février 1935, elle interprète le rôle de Marie Tudor pour la première de Le Favori de Rudolf Wagner-Régeny (en). Elle continue de donner des concerts dans toute l'Europe occupée : Amsterdam, Paris, Berlin, Vienne et Salzbourg. En 1941 elle interprète Léonore dans Fidelio à l’Opéra de Rome.
Marta Fuchs est aussi une fidèle de La Communauté des chrétiens et elle est membre depuis 1924 de la Société Anthroposophique.
Elle a toujours pris ses distances à l'égard du régime nazi. Sa répartie à Hitler en 1936 est restée dans les mémoires : « M. Hitler, vous déclenchez une guerre ! » (Herr Hitler, Sie mache’ e’ Krieg!) puis devant les dénégations gênées de son interlocuteur : « Je ne vous fais pas confiance. » Lors d'une réception au mois de mai 1939, Hitler l'interpelle : « Eh bien, ai-je déclenché une guerre ? » à quoi Marta Fuchs lui répondit simplement : « Je ne vous fais toujours pas confiance! ». Familière de Hitler et de Göring, elle n'hésita pourtant pas à signer des pétitions pour la poursuite des recherches anthroposophique et même le 25 juin 1941 pour l'arrêt des persécutions à l'encontre de La Communauté des chrétiens,.
Après la première du Jenůfa de Leoš Janáček (1944), où elle interprétait le rôle de la bonne du curé, Kostelnička Buryjovka, elle écrivit à Fyodor Stepun (en) : « Je n'ai vraiment trouvé pour l'instant d'union intime entre jeu et chant, et par là un véritable accomplissement de l'opéra, que dans les cabotinages magnifiques du génial Chaliapine ou, dans un genre très différent, dans l'intériorisation religieuse de votre art, et si votre mise en scène est si réussie, c'est que votre pièce se joue, non sur un mode psychologique ou naturaliste, mais dans le mysticisme tragique. »
Furtwängler écrivit, après l'avoir entendu chanter Iseult le 3 février 1944 à Berlin, qu'il n'avait jamais assisté à une si belle représentation, ni éprouvé une telle révélation de l'amour-passion.
Après la destruction de Dresde, le 13 février 1945, Marta Fuchs se réfugia d'abord dans sa maison de Tegernsee, puis à Stuttgart. Elle chanta ensuite comme invitée de l'opéra de Stuttgart, et lors de réunions de la Communauté des Chrétiens. Elle se produisit une seule fois en 1948 pour les écoles Steiner. Son véritable retour sur scène se fait en 1952.
Elle s'est éteinte dans une maison de retraite de Stuttgart-Sonnenberg le 22 septembre 1974.